# 倪黻
倪黻（？—？），字汝辨，直隸松江府華亭縣人，匠籍，明朝政治人物。

## 生平
成化十三年（1477年）丁酉科應天府鄉試第六名舉人。成化十七年（1481年）中式辛丑科會試第五十五名，三甲第五名進士。

## 家族
曾祖倪宗義；祖父倪質；父倪復，母夏氏。